# Tobias Kammerlander
Tobias Kammerlander (* 25. März 1986 in Salzburg) ist ein österreichischer Nordischer Kombinierer. Zu seiner aktiven Zeit startete er für den österreichischen Verein SC St. Johann in Tirol.  

## Karriere
Tobias Kammerlander gab sein internationales Debüt im Jahr 2002 bei einem FIS-Rennen und bestritt am 10. Januar 2004 erstmals einen Wettbewerb im B-Weltcup der Nordischen Kombination. Im selben Jahr nahm er an den Nordischen Junioren-Skiweltmeisterschaften im norwegischen Stryn teil. Im Sprint-Wettbewerb belegte er den 29. Platz. Ein Jahr später wurde er bei den Nordischen Junioren-Skiweltmeisterschaften im finnischen Rovaniemi in allen drei Wettbewerben eingesetzt. Nachdem er im Sprint- und im Gundersen-Wettbewerb den 30. bzw. 29. Platz belegt hatte, beendete er gemeinsam mit der österreichischen Mannschaft den Team-Wettbewerb auf den sechsten Platz.
In der Saison 2005/06 konnte Tobias Kammerlander erstmals ein internationales FIS-Rennen gewinnen. In St. Moritz setzte er sich am 10. Dezember 2005 im Gunderson-Wettbewerb vor Kevin Roeder und Alfred Rainer durch und einen Tag später belegte er im Sprint-Wettbewerb hinter Alfred Rainer. Bei der Nordischen Junioren-Skiweltmeisterschaften 2006 wurde er in allen drei Wettbewerben eingesetzt. Nachdem er im Gunderson- und Sprint-Wettbewerb den 21. Platz belegte, bildete er gemeinsam mit Tomaž Druml, Marco Pichlmayer und Alfred Rainer das österreichische Team. Im Team-Wettbewerb belegte das Quartett hinter Deutschland und vor Norwegen den zweiten Platz.
Nachdem Tobias Kammerlander in den folgenden beiden Jahren seine Leistungen im B-Weltcup weiter steigern konnte und den Continental-Cup-Wettbewerb in Vancouver am 18. Dezember 2008 vor den US-Amerikaner Todd Lodwick und dem Deutschen Matthias Menz gewinne konnte, durfte er schließlich am 27. Dezember 2008 in Oberhof sein Debüt im Weltcup der Nordischen Kombination geben und erreichte mit dem 22. Platz auf Anhieb die Punkteränge. Nach weiteren guten Platzierungen innerhalb der Punkte beendete er die Saison 2008/09 auf dem 41. Platz der Weltcup-Gesamtwertung. Im Continental Cup 2008/09 konnte er am 15. März 2009 in Rovaniemi seinen zweiten Sieg im Continental Cup feiern.
Am 10. Januar 2010 startete Tobias Kammerlander beim Continental Cup in Otepää und sicherte sich im Gunderson-Wettbewerb vor Thomas Kjelbotn aus Norwegen und Mark Schlott seinen dritten Continental-Cup-Sieg. Am 24. Januar 2010 wurde er gemeinsam mit Wilhelm Denifl, Lukas Klapfer und Marco Pichlmayer im Team-Wettbewerb in Schonach, welcher Teil des Weltcups 2009/10 war, eingesetzt. Das Quartett belegte hinter Deutschland und Frankreich den dritten Platz. Am 16. Januar 2011 absolvierte er sein bestes Rennen im Weltcup der Nordischen Kombination. Beim Weltcup in Seefeld belegte er nach dem Springen den 12. Platz und verbesserte sich im Langlauf noch auf den 9. Platz. Am Saisonende belegt er im Gesamtweltcup 2010/11 mit insgesamt 59. Punkten den 34. Platz punktgleich mit Christian Beetz. Der 34. Platz war sein bestes Ergebnis im Gesamtweltcup der Nordischen Kombination. 
Seinen vierten und letzten Sieg im Continental Cup feierte Tobias Kammerlander am 7. Januar 2012. Im türkischen Erzurum setzte er sich vor den beiden Norwegern Thomas Kjelbotn und Ole Martin Storlien durch. Nachdem er in der Saison 2011/12 im Continental Cup noch weitere gute Ergebnisse erreichen konnte, gehörte er in der darauffolgenden Saison wieder zum Weltcup-Team. An die guten Leistungen im Continental Cup konnte er aber nicht anknüpfen und konnte nur mit der österreichischen Staffel am 2. Dezember 2012 in Kuusamo ein Top-10-Resultat mit den sechsten Platz erreichen. In der darauffolgenden Saison konnte er sein zweites und letztes Einzel-Top-10-Resultat im Weltcup erreichen. Beim Weltcup in Tschaikowski belegte er nach den Springen 16. Platz und konnte sich im Langlauf noch auf den zehnten Platz verbessern. 
Sein letztes Rennen im Weltcup absolvierte er am 24. Januar 2015 in Sapporo und konnte mit den 30. Platz noch einmal Weltcup-Punkte sammeln. In der Ramsau bestritt er am 14. Februar 2015 sein letztes Rennen im Continental Cup und blieb mit den 31. Platz hinter den Erwartungen. Nach der Saison 2014/15 beendete Tobias Kammerlander seine aktive Karriere als Nordischer Kombinierer.

## Erfolge

### Continental-Cup-Siege im Einzel
| Nr. | Datum             | Ort       | Disziplin |
| --- | ----------------- | --------- | --------- |
| 1.  | 18. Dezember 2008 | Vancouver | Gundersen |
| 2.  | 15. März 2009     | Rovaniemi | Gundersen |
| 3.  | 10. Januar 2010   | Otepää    | Gundersen |
| 4.  | 7. Januar 2012    | Erzurum   | Gundersen |

## Familie
Er ist der ältere Bruder von Carlos Kammerlander, welcher ebenfalls Nordischer Kombinierer war und im Weltcup der Nordischen Kombination eingesetzt wurde. Sie gingen beide auf das Bundesgymnasium und Sportrealgymnasium in Saalfelden. Zudem hat er noch zwei weitere Brüder.